# Almere City
Der Almere City FC ist ein Fußballverein aus dem niederländischen Almere, der 1997 unter dem Namen FC Omniworld gegründet wurde und seit 2005 im Profifußball vertreten ist. Seit der Saison 2023/24 spielt der Verein erstmalig in der Eredivisie, der höchsten Spielklasse der Niederlande.

## Geschichte
Die Stadt Almere stellte Mitte der 1990er Jahre den Plan auf, attraktive Sportarten in der Stadt zu fördern. Neben Sportarten wie Volleyball und Basketball wollte man einen Profifußballverein in der Stadt etablieren. Dieser Plan wurde in der Hinsicht gefasst, dass für Almere um 2015 etwa 250.000 Einwohner prognostiziert wurden. Der Gedanke war, dass zu einer großen Stadt groß angelegte Einrichtungen gehören; nicht nur in den Gesundheits- und Kultursektoren, sondern auch im Sport.
Die Stadtentwicklungsorganisation Almada wurde im Herbst 1996 ausgewählt, um zusammen mit der Stadt die sportlichen Ambitionen auszuarbeiten und konkretisieren. Es wurde ein Jahr später mit Omniworld auch ein Sportverein gegründet, der viele Sportarten unter einem Dach bieten sollte. Um stärker bei den Planungen involviert zu sein, gründete die Stadt Almere selbst die Naamloze Vennootschap Sportcomplex Almere auf, die dazu bestimmt war, das Sportgelände zu entwickeln. Nach den Stadtratswahlen 2002, bei denen die Partei Leefbaar Almere, die gegen Profifußball in Almere ist, gewann, distanzierte sich Almere von den Plänen. Diese durften nicht mehr mit Steuergeldern realisiert werden.
So schaffte es FC Omniworld 2004 nicht, die Lizenzbestimmungen für den niederländischen Profifußball zu erfüllen. Aus der Privatwirtschaft kamen die finanziellen Mittel, um weiterzuspielen. Anfang des Jahres 2005 erfüllte Omniworld einen wichtigen Punkt der Lizenzbestimmungen. Die Baugenehmigung für das Stadion wurde erteilt.
Zur Saison 2010/11 wurde der Vereinsname in Almere City FC geändert. Der Verein ging zur selben Zeit auch eine Partnerschaft mit Ajax Amsterdam ein, wodurch einige Spieler von Ajax jede Saison auf Leihbasis für Almere City spielen können.

## Werdegang ab der Saison 2005/06
Im August 2005 wurde im Fanny-Blankers-Koen-Sportpark das Mitsubishi-Forklift-Stadion (heute: Yanmar Stadion) eröffnet, das jetzt 4.501 Zuschauerplätze besitzt. Der Parkplatz wurde vergrößert und die Profiabteilung bekam ein eigenes Gebäude. Seit August 2005 nahm der FC Omniworld am Spielbetrieb der zweitklassigen Jupiler League teil. In der Saison 2008/09 belegte man den letzten Tabellenplatz. Nachdem der KNVB während der Saison beschlossen hatte, dass eine Abstiegsregelung für die Eerste Divisie erst in der Saison 2009/10 eingeführt werden soll, spielte der Verein weiterhin in dieser Liga. Am Ende der Saison 2010/11 hätte Almere City FC wiederum als Tabellenletzter eigentlich den Weg in die Topklasse antreten müssen, durfte jedoch auch an der Saison 2011/12 in der zweiten Liga teilnehmen, da sich RBC Roosendaal aus dem Profigeschäft zurückgezogen hatte.

## Aktueller Kader 2025/26
Stand: 15. August 2025
| Nr.        | Nat.        | Name                          | Geburtstag | im Verein seit | Vertrag bis |     |
| Tor        | Tor         | Tor                           | Tor        | Tor            | Tor         | Tor |
| ---------- | ----------- | ----------------------------- | ---------- | -------------- | ----------- | --- |
| 01         | Osterreich  | Jonas Wendlinger              | 17.07.2000 | 2024           | 2026        |     |
| 12         | Niederlande | Tristan Kuijsten              | 16.01.2005 | 2025           | 2028        |     |
| 31         | Niederlande | Joël van der Wilt             | 27.02.2004 | 2024           | 2026        |     |
| Abwehr     |             |                               |            |                |             |     |
| 02         | Niederlande | Boyd Reith                    | 05.05.1999 | 2025           | 2026        |     |
| 03         | Niederlande | Joey Jacobs                   | 10.04.2000 | 2022           | 2025        |     |
| 04         | Wales       | James Lawrence                | 22.08.1992 | 2024           | 2026        |     |
| 05         | Niederlande | Teun Bijleveld                | 27.05.1998 | 2025           | 2028        |     |
| 22         | Frankreich  | Théo Barbet                   | 06.03.2001 | 2022           | 2026        |     |
| 25         | Niederlande | Amoah Sam                     | 29.09.2002 | 2022           | 2026        |     |
| 26         | Niederlande | Twan van der Zeeuw            | 21.09.2002 | 2023           | 2026        |     |
| 27         | Niederlande | Jaden Pinas                   | 28.12.2003 | 2021           | 2026        |     |
| Mittelfeld |             |                               |            |                |             |     |
| 06         | Niederlande | Enzo Cornelisse               | 29.06.2002 | 2025           | 2028        |     |
| 08         | Niederlande | Jochem Ritmeester van de Kamp | 02.11.2003 | 2022           | 2027        |     |
| 19         | Niederlande | Olivier de Nijs               | 09.11.2004 | 2020           | 2026        |     |
| 21         | Niederlande | Hamza el Dahri                | 05.03.2005 | 2025           | 2028        |     |
| 23         | Niederlande | Jamie Jacobs                  | 03.12.1992 | 2025           | 2027        |     |
| 24         | Niederlande | Guus Beaumont                 | 10.05.2002 | 2020           | 2026        |     |
| Sturm      |             |                               |            |                |             |     |
| 07         | Niederlande | Byron Burgering               | 28.11.2000 | 2025           | 2028        |     |
| 09         | Frankreich  | Thomas Robinet                | 18.08.1996 | 2023           | 2027        |     |
| 10         | Niederlande | Julian Rijkhoff               | 25.01.2005 | 2025           | 2026        |     |
| 11         | Frankreich  | Junior Kadile                 | 16.12.2002 | 2024           | 2027        |     |
| 14         | Niederlande | Ferdy Druijf                  | 12.02.1998 | 2025           | 2026        |     |
| 17         | Niederlande | Emmanuel Poku                 | 19.07.2005 | 2022           | 2027        |     |
| 28         | Haiti       | Ruben Providence              | 07.07.2001 | 2024           | 2027        |     |

## Bekannte Spieler
- Nordin Amrabat (2006–2007)
- Zenon Caravella (2006–2008)
- Jatto Ceesay (2007–2008) 5 Länderspiele für die Nationalmannschaft Gambias
- Diangi Matusiwa (2007–2008) 1 Länderspiel für die Nationalmannschaft Angolas, Africa Cup of Nations-Teilnehmer 2008
- Miloš Malenovic (2008–2009) 4 Länderspiele für die Schweizer U-21-Nationalmannschaft (2 Tore), U-17-Europameister 2002, Torschützenkönig der 1. Liga 2003/04 mit 17 Treffer für GC Zürich II
- Género Zeefuik (2008–2009) 11 Länderspiele für die niederländische U-19-Nationalmannschaft (1 Tor)